# Roy Cross
Roy Cross (* 23. April 1924 in Southwark, London; † 24. April 2024) war ein britischer Marinemaler, der durch seine Coverillustration für die Bausätze von Airfix maßgeblich zum Image der Firma in den 1960er/1970er Jahren beitrug. Cross war Mitglied der Royal Society of Marine Artists und der Guild of Aviation Artists.

## Tätigkeit
Cross, dessen Vater Klempner war, wuchs in bescheidenen Verhältnissen auf. Obwohl er aufgrund seiner künstlerischen Ambitionen, insbesondere für Flugzeuge, eine Kunstschule besuchen wollte, sah er sich mit 15 gezwungen, als Büroangestellter bei einer Schifffahrtslinie zu arbeiten. Er bildete sich jedoch in seiner Freizeit autodidaktisch aus und war während des Zweiten Weltkriegs als Illustrator für Flugzeugwerke tätig, wo er Zeichnungen für Ausbildungsvorschriften anfertigte. Am Kriegsende war er als Freiberufler für Luftfahrtunternehmen tätig.
Diese Tätigkeit ermöglichte es ihm, nach Kriegsende Kurse an der Camberwell School of Arts and Crafts und der St. Martins School of Art zu absolvieren. Nach einer Tätigkeit für die Comicmagazine Fairey Aviation und Eagle gelang es ihm, 1964 bei Airfix, ebenfalls als Freiberufler, einen Vertrag als Chefillustrator zu bekommen.
Seine erste Arbeit für Airfix war bereits 1963 das Cover für den Bausatz des mittelschweren Bombers der Luftwaffe Do 217. Cross’ bevorzugte Arbeitstechnik war Gouache. Er illustrierte Bausätze für Flugzeuge, Weltraumraketen wie die Saturn V, Schiffe, Panzer und andere Militärfahrzeuge sowie Figuren. Unter den Schiffen befanden sich die Nelson, die Belfast, Iron Duke in der Skagerrakschlacht, das Panzerschiff Admiral Graf Spee, das Schlachtschiff Tirpitz und Francis Drakes Galeone Golden Hinde.
Mitte der 1970er Jahre entschloss sich Cross, unter anderem aufgrund mangelnder Aufträge aufgrund des nachlassenden Interesses am Modellbau, sich als freischaffender Marinemaler zu betätigen. Die letzte Auftragsarbeit für Airfix erfolgte im Juni 1974. Cross arbeitete nun für eine Londoner Galerie, deren Besitzer in die USA auswanderte, jedoch den Kontakt zu Cross aufrechterhielt und ihm wiederum den Kontakt zu einem Kunsthändler verschaffte, der für Cross Aufträge in die Staaten vermittelte.